# غاري فريمان
غاري فريمان (بالإنجليزية: Gary Freeman)‏ هو نحات أمريكي، ولد في 1937 في ويلينغتون في نيوزيلندا، وتوفي في 6 يناير 2014.